# شهرستان روتولسکی
شهرستان روتولسکی (به لاتین: Rutulsky District) یک منطقهٔ مسکونی در روسیه است که در داغستان واقع شده‌است.